# Somenos Lake
Somenos Lake är en sjö i Kanada.   Den ligger i provinsen British Columbia, i den sydvästra delen av landet, 3 600 km väster om huvudstaden Ottawa. Somenos Lake ligger 5 meter över havet. Arean är 1,1 kvadratkilometer.Den sträcker sig 1,9 kilometer i nord-sydlig riktning, och 1,3 kilometer i öst-västlig riktning.
I omgivningarna runt Somenos Lake växer i huvudsak blandskog. Runt Somenos Lake är det ganska glesbefolkat, med 32 invånare per kvadratkilometer.